# Aytonia cordata
Aytonia cordata là một loài rêu trong họ Aytoniaceae. Loài này được Lehm. & Lindenb. A. Evans mô tả khoa học đầu tiên năm 1891.